# Paralimnophila toxopeana
Paralimnophila toxopeana är en tvåvingeart som beskrevs av Alexander 1960. Paralimnophila toxopeana ingår i släktet Paralimnophila och familjen småharkrankar. Inga underarter finns listade i Catalogue of Life.